# Dr Slump
Pour les articles homonymes, voir Dr Slump (homonymie).
Autre
Dr Slump (Dr.スランプ, Dr Suranpu), ou Docteur Slump (ドクタースランプ, Dokutā Suranpu), est un manga d'Akira Toriyama paru entre 1980 et 1984 dans l'hebdomadaire Weekly Shōnen Jump. La publication française aux éditions Glénat reprend les 18 volumes tankōbon originaux.
La série remporte le prix Shōgakukan en 1982 dans la catégorie Shōnen.

## Histoire

Logo original de Dr Slump.

### Synopsis
Le Docteur Slump (de son vrai nom Senbei Norimaki) crée une androïde qui a les traits d'une jeune fille de 13 ans et décide de la tester en l'insérant dans la vie du village Pingouin en la présentant comme sa sœur Aralé. Cependant, celle-ci possède des super pouvoirs (force, vitesse, intelligence) ainsi qu'une grande naïveté, et va chambouler la vie du village habité par des êtres quelque peu extravagants… Le but inavoué de Senbei est d'épouser Midori Yamabuki, la ravissante institutrice de l'école du village Pingouin.

## Personnages

### La famille
- Aralé : Androïde créée par le professeur Slump, elle est dotée de pouvoirs qu'elle met au service du bien.
- Dr Senbei Norimaki (dit Slump) : Professeur touche à tout, il crée de nombreuses inventions dont Aralé (ou lui-même) en fait mauvaise utilisation (lunettes à ne voir que les êtres vivants nus, machine à voyager dans le temps, à l'arrêter, à rétrécir ou agrandir, vaisseaux spatiaux). Amoureux de l'institutrice d'Aralé, Mademoiselle Yamabuki, il finira par l'épouser et ils auront un fils Turbo.
- Mlle Midori Yamabuki puis Mme Midori Norimaki : Institutrice du village. Elle épouse le professeur au milieu de la série.
- Turbo (apparaît dans le volume 15) : Fils du professeur et de Mme Midori. Tué accidentellement par des extraterrestres alors qu'il n'était que bébé, ces derniers le ressuscitent en lui conférant une intelligence supérieure que le docteur prendra comme la preuve que c'est son fils.
- Gatchan (apparaît à la fin du volume 1 et en arrive un deuxième à la fin du tome 11) : Deux angelots adoptés par Aralé après un voyage temporel au temps des dinosaures, ils ont un appétit insatiable parce qu'ils avaient été envoyés sur terre pour manger toutes les espèces. Ils ne mangent pas le caoutchouc. Le vrai nom est Gadzilla Norimaki (par le nom de Gamera et Godzilla). Au départ, il n'y en avait qu'un seul mais il s'est multiplié.

### Les amis
- Akane Kimidori : voisine de classe d'Aralé, elle deviendra sa meilleure amie. Sa famille, composée de sa sœur Aoi, de son père Kon et de sa mère Murasaki (clone de starlette américaine) tient le café du village.
- Pisuke Soramame : Frère de Taro Soramame, il est dans la classe d'Aralé. Il aimerait impressionner comme son frère, mais il est handicapé par sa petite taille et son bonnet en forme d'oreilles d'animal.
- Taro Soromame : Frère aîné de Pisuke (2 ans de plus), il est le fils du coiffeur du village, Clikinton (clone de Clint Eastwood), dont la passion est le catch. Avant l'arrivée d'Aralé, il menait une bande de voyous avec Akane et Pisuke, mais une démonstration de force d'Aralé le poussera à l'accueillir dans la bande. Il deviendra après ses études policier au village.

### Les voisins
- Tsuruten Tsun : Professeur chinois, il avait créé un vaisseau pour emmener sa famille sur la lune, mais Aralé l'abattra en plein vol les obligeant à s'installer au village. Il partage avec le professeur Senbei Norimaki une passion pour les revues érotiques et les inventions farfelues, qui les feront devenir amis.
- Tsuntsunodanoteiyugo (dite Yugo) Tsun : C'est l'épouse de M. Tsun.
- Tsukutsun Tsun : Fils de M. Tsun, il a l'âge d'Aralé et ira en classe avec elle. Adepte des arts martiaux, il a comme particularité de se transformer en tigre lorsqu'une fille le touche (sauf Aralé parce qu'elle est un robot).
- Tsururin Tsun : Fille de M. Tsun, elle a l'âge de Taro. Elle possède des facultés psychiques qui lui permettent de voler ou de diriger des personnes ou objets selon sa volonté.

### Autres personnages notables
- Suppaman : Caricature de Superman, il partage plusieurs traits de caractère avec ce dernier ; il cache son identité sous un costume classique et des lunettes et se change dans les cabines téléphoniques, son costume de superhéros est identique (hormis le signe) à celui de Superman. Mais il n'a aucun super pouvoirs d'où son comportement : fort avec les faibles, faible avec les forts, il n'a accompli aucun miracle bien au contraire (sauvetage de poissons de la noyade, arrestation d'une statue).
- Le grand roi Nikochan : Extraterrestre échoué sur terre avec son disciple, ils chercheront ensemble des moyens de retourner sur leur planète de façon honnête (en vendant des sandwiches) ou malhonnête (en volant ou essayant de voler tout appareil susceptible d'aller dans l'espace). Le principal trait comique de ce personnage est qu'il porte ses fesses au sommet de son crâne.
- Dr Mashirito : Grand professeur spécialisé en robotique, il cherche à conquérir le monde grâce à ses créations qu'il nomme, dans la version française, Caramelman no x. Il est basé sur le directeur de l'auteur, M.Torishima.
- Obbotchaman (Caramelman no 4) : Copie améliorée (plus polie surtout) d'Aralé sous forme masculine créée par le professeur Mashirito, il se retournera contre son créateur lorsqu'il comprendra le réel objectif de celui-ci et se joindra à Aralé. Il ressemble énormément à Astro Boy.
- Akira Toriyama : L'auteur de la série fait souvent des apparitions surprises dans la série, le plus souvent sous forme de robot.

## Analyse de l’œuvre

### Réception et critiques
Les personnages de la série ont eu un tel succès qu'ils sont devenus des personnages[Lesquels ?] de parc d'attraction en Asie[Lesquels ?]. Jackie Chan dans Le Flic de Hong Kong porte un costume d'Aralé dans une scène de filature dans un de ces parcs.
Les personnages de la série font une apparition dans le volume 7 de Dragon Ball (épisode 55, 56 et 57 dans l'anime), du même auteur, lors d'un épisode concernant la série de l'armée du Ruban Rouge. Son Goku déboule au village. Aralé apparait également dans le troisième moyen métrage animé : Dragon Ball : L’Aventure mystique.
Les personnages de la série apparaissent également dans l'épisode 69 de Dragon Ball Super.

## Manga

### Liste des tomes

#### Première édition
Première édition française de Glénat sortie à partir de 1995 dans un format de 11 cm × 18 cm (180 pages environ par volume) :

### Volumes 1 à 10
| no | Japonais     | Japonais         | Japonais      | Français | Français          | Français          |
| no | Titre        | Date de sortie   | ISBN          | Titre    | Date de sortie    | ISBN              |
| --- | ------------ | ---------------- | ------------- | -------- | ----------------- | ----------------- |
| 1 | Dr. スランプ | 9 août 1980      | 4-08-851181-6 | Dr Slump | 22 mars 1995      | 978-2-7234-1903-1 |
| Liste des chapitres : - 001 : La naissance d’Aralé - 002 : Bonjour ! Ça va ? - 003 : Aralé n'a pas de… - 004 : Docteur Dinosaure - 005 : Quel club choisir ? - 006 : Mon ami l'ours ! - 007 : Qui est qui ? - 008 : Le fusil réducteur - 009 : De 1995 à demain - 010 : La machine à voyager dans le temps - 011 : Qu'y a-t-il dans cet œuf ? - 012 : Garçon ou fille ? |              |                  |               |          |                   |                   |
| 2 | Dr. スランプ | 9 octobre 1980   | 4-08-851182-4 | Dr Slump | 24 mai 1995       | 978-2-7234-1934-5 |
| Liste des chapitres : - 013 : Aralé s'envoie en l'air - 014 : À l'assaut, Aralé ! (1re partie) - 015 : À l'assaut, Aralé ! (2e partie) - 016 : Les envahisseurs de l'univers - 017 : La machine à reproduire la réalité - 018 : Sont-ils pris en otage ? - 019 : Notre professeur va venir ! - 020 : Le pistolet métamorphoseur Pompoko - 021 : La belle équipe - 022 : Panique au salon de coiffure (1re partie) - 023 : Panique au salon de coiffure (2e partie) - 024 : La grande stratégie de la petite culotte aux fraises (1re partie) - 025 : La grande stratégie de la petite culotte aux fraises (2e partie)                                                  |              |                  |               |          |                   |                   |
| 3 | Dr. スランプ | 10 décembre 1980 | 4-08-851183-2 | Dr Slump | 17 août 1995      | 978-2-7234-1943-7 |
| Liste des chapitres : - 026 : Le conte de Donbé - 027 : Trois jours de travail, des milliers de figurants, un budget colossal de 10 francs ! - 028 : Un agent de police terrible - 029 : SOS, sauvez la terre ! (1re partie) - 030 : SOS, sauvez la terre ! (2e partie) - 031 : La métamorphose d'Aralé - 032 : Bonjour, île merveilleuse - 033 : Le grand démon Gyassuka - 034 : La machine à conte de fées - 035 : La métamorphose du dragon - 036 : Les enfants terrible - 037 : Suppaman, le héros - 038 : Les courses d'Aralé |              |                  |               |          |                   |                   |
| 4 | Dr. スランプ | 10 avril 1981    | 4-08-851184-0 | Dr Slump | 21 février 1996   | 978-2-7234-2073-0 |
| Liste des chapitres : - 039 : Adieu Méga-Force ! - 040 : T'as de beaux vieux, tu sais… - 041 : Panique au village Pingouin (1re partie) - 042 : Panique au village Pingouin (2e partie) - 043 : Gatchan's slapstick - 044 : Une journée à Wildland - 045 : Hyper-Heureux Senbeï. - 046 : Senbeï, l'homme pressé - 047 : La surprise de Senbeï - 048 : Très sérieux : J.H. bien sous tout rapport souhaite rendez-vous galant avec J.F. à lunettes. - 049 : Parzan, le roi de la jungle - 050 : Le père Noël a la vie dure ! - 051 : Le grand tournoi de Canette-foot                                                                                                   |              |                  |               |          |                   |                   |
| 5 | Dr. スランプ | 10 août 1981     | 4-08-851185-9 | Dr Slump | 24 avril 1996     | 978-2-7234-2122-5 |
| Liste des chapitres : - 052 : Aralé l'intouchable - 053 : Atout cœur, la visite médicale - 054 : La nuit des monstres - 055 : Le regard d'Aralé (1re partie) - 056 : Le regard d'Aralé (2e partie) - 057 : La petite fugue de Kinoko - 058 : Le point faible du Docteur Slump - 059 : Au revoir Gatchan - 060 : Le nouvel élève - 061 : La machine "Super Fainéant" - 062 : Debilman - 063 : Le premier amour de Pisuké |              |                  |               |          |                   |                   |
| 6 | Dr. スランプ | 10 décembre 1981 | 4-08-851186-7 | Dr Slump | 19 juin 1996      | 978-2-7234-2123-2 |
| Liste des chapitres : - 064 : Le gang des fonceurs de l'aube - 065 : Le petit chat (un) peu (au gros) rond rouge - 066 : Silent Night Dream - 067 : Les ambitions démesurées du Dr Mashirito (1re partie) - 068 : Les ambitions démesurées du Dr Mashirito (2e partie) - 069 : Le messager de l'enfer - 070 : Suppaman 2 - 071 : La machine à stopper le temps - 072 : Le petit boulot de Pipiolli - 073 : Super Sen-Beï et cie, à la conquête de l'île de la grande ville (1re partie) - 074 : Super Sen-Beï et cie, à la conquête de l'île de la grande ville (2e partie) - 075 : L'attente de Kojirô-Chan (1re partie) - 076 : L'attente de Kojirô-Chan (2e partie) |              |                  |               |          |                   |                   |
| 7 | Dr. スランプ | 10 mai 1982      | 4-08-851187-5 | Dr Slump | 21 août 1996      | 978-2-7234-2124-9 |
| Liste des chapitres : - 077 : La petite diablesse insensée - 078 : À la recherche du papier toilette perdu - 079 : M. Copie - 080 : Vie d'enfer pour le vidangeur - 081 : Areu Areu Senbeï - 082 : Le plus grand Bye'Cha de la terre (1re partie) - 083 : Le plus grand Bye'Cha de la terre (2e partie) - 084 : Le grand marathon du village Pingouin - 085 : Aralé, fille des âges farouches - 086 : Bienvenue au village merveilleux - 087 : Atout pic-pic - 088 : La maladie de Midori (1re partie) - 089 : La maladie de Midori (2e partie) - 090 : Je suis vachement forte ! Non ?!                                                                               |              |                  |               |          |                   |                   |
| 8 | Dr. スランプ | 10 août 1982     | 4-08-851188-3 | Dr Slump | 1er novembre 1996 | 978-2-7234-2125-6 |
| Liste des chapitres : - 091 : Le gang des voleurs Hoyoyo (1re partie) - 092 : Le gang des voleurs Hoyoyo (2e partie) - 093 : Comptez sur Melle Akiko - 094 : Grand prix Pingouin (1re partie) - 095 : Grand prix Pingouin (2e partie) - 096 : Grand prix Pingouin (3e partie) - 097 : Grand prix Pingouin (4e partie) - 098 : Découvrons la campagne ! - 099 : Super Méga Driver - 100 : Notre mini maison - 101 : La guerre au village (1re partie) - 102 : La guerre au village (2e partie) - 103 : La guerre au village (3e partie) |              |                  |               |          |                   |                   |
| 9 | Dr. スランプ | 23 décembre 1982 | 4-08-851189-1 | Dr Slump | 19 février 1997   | 978-2-7234-2126-3 |
| Liste des chapitres : - 104 : Aujourd'hui est un grand jour… - 105 : Une lune de miel foldingue (1re partie) - 106 : Une lune de miel foldingue (2e partie) - 107 : Une lune de miel foldingue (3e partie) - 108 : Une lune de miel foldingue (4e partie) - 109 : Une lune de miel foldingue (5e partie) - 110 : Une lune de miel foldingue (6e partie) - 111 : La palpitante vie des nouveaux mariés - 112 : Je suis de mèche avec vous - 113 : The final combat - 114 : Aralé a perdu quelque chose - 115 : Un joyeux lycée - 116 : La grosse tête du lycée |              |                  |               |          |                   |                   |
| 10 | Dr. スランプ | 10 mai 1983      | 4-08-851190-5 | Dr Slump | 23 avril 1997     | 978-2-7234-2367-0 |
| Liste des chapitres : - 117 : La visite de la famille Tsun - 118 : La famille Tsun et la famille Norimaki - 119 : Les champions du lycée (1re partie) - 120 : Les champions du lycée (2e partie) - 121 : Les champions du lycée (3e partie) - 122 : Les champions du lycée (4e partie) - 123 : Les champions du lycée (5e partie) - 124 : Les champions du lycée (6e partie) - 125 : Suppaman et le mystère du village Pingouin - 126 : Le grand Niko-Chan volant - 127 : Rendez-vous avec des fantômes (1re partie) - 128 : Rendez-vous avec des fantômes (2e partie)                                                                                                 |              |                  |               |          |                   |                   |

### Volumes 11 à 18
| no | Japonais     | Japonais         | Japonais      | Français | Français          | Français          |
| no | Titre        | Date de sortie   | ISBN          | Titre    | Date de sortie    | ISBN              |
| --- | ------------ | ---------------- | ------------- | -------- | ----------------- | ----------------- |
| 11 | Dr. スランプ | 9 septembre 1983 | 4-08-851191-3 | Dr Slump | 18 juin 1997      | 978-2-7234-2368-7 |
| Liste des chapitres : - 129 : Homme à lunettes, homme à… - 130 : Monsieur Légume - 131 : La visite du grand-père - 132 : Papy retourne dans ses lointaines montagnes - 133 : Vous êtes en état d'arrestation (1re partie) - 134 : Vous êtes en état d'arrestation (2e partie) - 135 : Vous êtes en état d'arrestation (3e partie) - 136 : Bonjour Mme La Lune !! - 137 : Petit pas entre amis - 138 : Gatchan-Gatchan - 139 : Scratch Scratch Scratch - 140 : Le cadeau de la terre |              |                  |               |          |                   |                   |
| 12 | Dr. スランプ | 8 décembre 1983  | 4-08-851192-1 | Dr Slump | 27 août 1997      | 978-2-7234-2382-3 |
| Liste des chapitres : - 141 : Faites un vœu, c'est une étoile filante ! - 142 : Au revoir, famille Tsun !! - 143 : Go Go ! Tous sur la planète Niko-Chan - 144 : Les retrouvailles de la famille Niko-Chan - 145 : Le terrible secret des radis - 146 : Bataille de salutations meurtrières - 147 : Les voleurs qui aiment beaucoup les livres - 148 : Bienvenue, messieurs les Yakuzas - 149 : Le casque Konkon - 150 : N'Cha, M. Manchotarie - 151 : Vive M. Manchotarie ! - 152 : Un bon coup de Noël… Dans les dents ! |              |                  |               |          |                   |                   |
| 13 | Dr. スランプ | 9 mars 1984      | 4-08-851193-X | Dr Slump | 19 novembre 1997  | 978-2-7234-2383-0 |
| Liste des chapitres : - 153 : L'apparition d'un rival redoutable - 154 : Depuis le jour où l'on s'est rencontrés… - 155 : Être écartelé entre la justice et l'amour… - 156 : Le repos des guerriers - 157 : L'apparition de Caramel Man n°5 - 158 : La télépathie de l'amour : Les rêves d'amour de CM4 - 159 : L'amour en héritage - 160 : L'amour n'attend pas - 161 : Obotchaman : Poigne de fer et séduction - 162 : Le collège de l'amour - 163 : Pour l'amour du sport ! - 164 : Le chemin des maléfices - 165 : Caramel Man : L'arrivée de C.M.7 |              |                  |               |          |                   |                   |
| 14 | Dr. スランプ | 8 juin 1984      | 4-08-851194-8 | Dr Slump | 4 février 1998    | 978-2-7234-2431-8 |
| Liste des chapitres : - 166 : L'invincible Caramel Man n°7 - 167 : L'achèvement des ambitions du Dr Mashirito ?! - 168 : Cauchemar ! Il y a deux Gatchan !! - 169 : Confusion dans la fusion - 170 : Trois jours avant, trois jours après - 171 : Sur la terre comme au ciel… - 172 : Bravo Gatchan !! - 173 : Les bons contes font les bons ennuis - 174 : La visite du petit frère - 175 : Arrêtez-moi, s'il-vous-plaît - 176 : Contrôle de fitness - 177 : Ce n'est pas encore le premier Areuh ? - 178 : La maison de M. Caca |              |                  |               |          |                   |                   |
| 15 | Dr. スランプ | 9 octobre 1984   | 4-08-851195-6 | Dr Slump | 20 mai 1998       | 978-2-7234-2631-2 |
| Liste des chapitres : - 179 : La naissance de Turbo !! - 180 : E.T revenir maison ? - 181 : À qui appartient le pouvoir surnaturel ? - 182 : Mon père, cet extraterrestre ! - 183 : Un jeu terrible ! - 184 : Marche tout droit !! - 185 : C'est un rêve !! - 186 : Un restaurant de rêve !! - 187 : Excusez-moi de vous déranger en pleine nuit - 188 : Un grand match de base-ball au lycée (1re partie) - 189 : Un grand match de base-ball au lycée (2e partie) - 190 : Un grand match de base-ball au lycée (3e partie) - 191 : Un grand match de base-ball au lycée (4e partie) |              |                  |               |          |                   |                   |
| 16 | Dr. スランプ | 10 janvier 1985  | 4-08-851196-4 | Dr Slump | 8 juillet 1998    | 978-2-7234-2647-3 |
| Liste des chapitres : - 192 : Programme spécial en réponse aux questions des lecteurs - 193 : Un café à la mode - 194 : Je divorce ! - 195 : Le grand roi des enfers !! - 196 : Le terrifiant homme-mouche (1re partie) - 197 : Le terrifiant homme-mouche (2e partie) - 198 : Le terrifiant homme-mouche (3e partie) - 199 : L'amour au futur - 200 : Le village Pingouin dans dix ans - 201 : Le cadeau du Dr Mashirito - 202 : Le grand combat pour déterminer l'être le plus fort du monde (1re partie) - 203 : Le grand combat pour déterminer l'être le plus fort du monde (2e partie) - 204 : Le grand combat pour déterminer l'être le plus fort du monde (3e partie) - 205 : Le grand combat pour déterminer l'être le plus fort du monde (4e partie) |              |                  |               |          |                   |                   |
| 17 | Dr. スランプ | 8 mars 1985      | 4-08-851197-2 | Dr Slump | 16 septembre 1998 | 978-2-7234-2657-2 |
| Liste des chapitres : - 206 : La véritable nature de Gatchan - 207 : Dieu contre-attaque !! - 208 : Le rire des anges - 209 : L'oiseau apprivoisé de Roger Tigre - 210 : Je les prends tous ! - 211 : Le bebop de la vengeance - 212 : La machine à arrêter le temps - 213 : Avec le temps, va, tout s'en va… - 214 : Le mystérieux objet volant - 215 : Une jeunesse insouciante (1re partie) - 216 : Une jeunesse insouciante (2e partie) - 217 : Une jeunesse insouciante (3e partie) - 218 : Une jeunesse insouciante (4e partie) - 219 : Une jeunesse insouciante (5e partie) - 220 : Une jeunesse insouciante (6e partie) |              |                  |               |          |                   |                   |
| 18 | Dr. スランプ | 10 mai 1985      | 4-08-851198-0 | Dr Slump | 4 novembre 1998   | 978-2-7234-2679-4 |
| Liste des chapitres : - 221 : Plus dure sera la chute ! - 222 : L'apparition de King Kong - 223 : L'école est finie ! - 224 : Le permis de conduire - 225 : Born to be wild !! - 226 : Le retour de Zizi Rider - 227 : L'autoroute de l'amour - 228 : Le crime ne paie plus ! - 229 : Je vous arrête !! - 230 : Le deuxième grand prix du village Pingouin (1re partie) - 231 : Le deuxième grand prix du village Pingouin (2e partie) - 232 : Une course mouvementée - 233 : Derniers obstacles - 234 : Si près du but… - 235 : Le nouveau maire du village - 236 : La grande invention du chapitre final |              |                  |               |          |                   |                   |

La série de mangas en couleurs est toujours inédite à l'heure actuelle en France.

#### Ultimate Edition
En 2009, Glénat publie une version Ultimate Edition, tout comme pour Dragon Ball. Un format plus grand (14,5 cm × 21 cm, 240 pages environ par volume), du papier de meilleure qualité et les planches en couleurs lorsqu'elles l'ont été.

### Volumes 1 à 10
| no | Japonais | Japonais        | Japonais          | Français | Français          | Français          |
| no | Titre    | Date de sortie  | ISBN              | Titre    | Date de sortie    | ISBN              |
| --- | -------- | --------------- | ----------------- | -------- | ----------------- | ----------------- |
| 1 | Dr Slump | 4 octobre 2006  | 4-08-874174-9     | Dr Slump | 25 novembre 2009  | 978-2-7234-7227-2 |
| Liste des chapitres : - La naissance d’Aralé (アラレちゃん誕生！の巻, Arare-chan tanjō! no maki) - Ouaiiich ! (オ~~ッス！の巻, O~~ssu ! no maki) - Je n’ai pas de XXX ! (・・・がない！の巻, ...ga nai! no maki) - Docteur monstre (怪獣博士の巻, Kaijū hakase no maki) - Lequel choisir ? (どれにしようかな？の巻, Dore ni shiyou ka na? no maki) - Ours, mon ami ! (熊さん友だち！の巻, Kuma-san tomodachi! no maki) - Aralé est Akané ?! (アラレはアカネ！？の巻, Arare ha Akane!? no maki) - Le pistolet mini-maousse ! (デカチビ銃！の巻, Dekachibi jū! no maki) - 1980 vers le futur (１９８０あしたにむかって！の巻, 1980 ashita ni mukatte! no maki) - Time slipper (タイムスリッパー！の巻, Taimusurippā! no maki) - Quel œuf ? (なんのタマゴ？の巻, Nan no tamago? no maki) - Un garçon ou une fille ?! (男の子！？ 女の子！？の巻, Otoko no ko!? Onna no ko!? no maki) - Aralé s’envole vers le ciel ! (アラレ空をとぶ！の巻, Arare sora wo tobu) - Aralé attaque, partie 1 (とつげきアラレちゃんの巻Part1, Totsugeki Arare-chan no maki Part 1) - Aralé attaque, partie 2 (とつげきアラレちゃんの巻Part2, Totsugeki Arare-chan no maki Part 2) - L’invasion de l’univers (宇宙からの侵略者の巻, Uchū kara no shinryakusha no maki) |          |                 |                   |          |                   |                   |
| 2 | Dr Slump | 4 octobre 2006  | 4-08-874175-7     | Dr Slump | 13 janvier 2010   | 978-2-7234-7228-9 |
| Liste des chapitres : - La “pour-de-vrai” machine (ホンモノマシーンの巻, Honmonomashīn no maki) - Kidnappée ?! (誘かいされた！？の巻, Yūkaisareta!? no maki) - Professeur ! Vous ici ?! (先生がくるよ！の巻, Sensei ga kuru yo! no maki) - Le pistolet métamorphique “parapouf” (変身ポンポコガンの巻, Henshin ponpokogan no maki) - Baignade à l’aube des temps (ムカシムカシの海水浴の巻, Mukashimukashi no kaisuiyoku no maki) - Panique chez le coiffeur, partie 1 (パニックイン散髪屋の巻Part1, Panikkuin bābā no maki Part 1) - Panique chez le coiffeur, partie 2 (パニックイン散髪屋の巻Part2, Panikkuin bābā no maki Part 2) - Opération culotte aux fraise, partie 1 (イチゴパンツ大作戦の巻Part1, Ichigopantsu daisakusen no maki Part 1) - Opération culotte aux fraise, partie 2 (イチゴパンツ大作戦の巻Part2, Ichigopantsu daisakusen no maki Part 2) - L’histoire de Dombé (ドンベ物語の巻, Donbe monogatari no maki) - Les gosses de Tap Tap (てけてけチルドレンの巻, Teketeke chirudoren no maki) - La policière infernale (恐怖の婦警さんの巻, Kyōfu no fukei-san no maki) - S.O.S. la Terre ! partie 1 (地球ＳＯＳ！の巻Part1, Chikyū SOS! no maki Part 1) - S.O.S. la Terre ! partie 2 (地球ＳＯＳ！の巻Part2, Chikyū SOS! no maki Part 2) - La métamorphose d’Aralé (アラレ大変身の巻, Arare daihenshin no maki) - Bienvenue sur l’île des meiveilles ! (ハロー 不思議島！の巻, Harō Wandārando! no maki) - Gyâsuka le Grand Satan (ギャースカ大魔王の巻, Gyāsuka daimaō no maki) |          |                 |                   |          |                   |                   |
| 3 | Dr Slump | 2 novembre 2006 | 4-08-874176-5     | Dr Slump | 24 mars 2010      | 978-2-7234-7229-6 |
| Liste des chapitres : - La machine des contes (おとぎマシーンの巻, Otogimashīn no maki) - La métamorphose diabolique !! (悪魔の変身スペシャル！！の巻, Akuma no henshin supesharu!! no maki) - L’abominable enfant sage (恐怖のよいこッコの巻, Kyōfu no yoi ko-kko no maki) - Suppaman, héros de la justice (英雄スッパマンの巻, Hīrō Suppaman no maki) - Aralé fait les courses (おつかいアラレちゃんの巻, Otsukai Arare-chan no maki) - Adieu l’hercule !! (バイバイめちゃんこパワー！！の巻, Baibai me-chanko pawā!! no maki) - Un trio de vieux mimis (ラブリーおっさんトリオの巻, Raburi ossan torio no maki) - S.O.S. village Pingouin, partie 1 (ペンギン村ＳＯＳの巻Part1, Pengin mura SOS no maki Part 1) - S.O.S. village Pingouin, partie 2 (ペンギン村ＳＯＳの巻Part2, Pengin mura SOS no maki Part 2) - La ballade de Gatchan (おさんぽガッちゃんの巻, Osanpo Ga-chan no maki) - Visite à Wild Land (わいわいワイルドランドの巻, Waiwai Wairudorando no maki) - Senbei en plein bonheur (ごきげんセンちゃんの巻, Gokigen Sen-chan no maki) - Senbei en plein entrain (はりきりセンちゃんの巻, Harikiri Sen-chan no maki) - Senbei en pleine surprise (おどろきセンちゃんの巻, Odoroki Sen-chan no maki) - Chapitre spécial hoyoyo : un rendez-vous amoureux mélancolique (哀愁のほよよデートスペシャル！！の巻, Aishū no hoyoyo dētosupesharu!! no maki) - Parzan, roi de la jungle ! (ジャングルの王者パーザン！の巻, Janguru no ōja Pāzan! no maki) |          |                 |                   |          |                   |                   |
| 4 | Dr Slump | 4 décembre 2006 | 4-08-874177-3     | Dr Slump | 19 mai 2010       | 978-2-7234-7466-5 |
| Liste des chapitres : - Un sacré Père Noël (さんざんサンタさんの巻, Sanzan Santa-san no maki) - Spécial anniversaire : le grand cache-cache à la canette (謝恩カンケリ大会の巻, Shaon kankeri taikai no maki) - Aralé touchable (アラレ・タッチャブル, Arare Tacchaburu) - Question de cœur ! (ハートで勝負！の巻, Hāto de shōbu! no maki) - Une nuit “monstre” (モンスターズ・ナイトの巻, Monsutāzu Naito no maki) - Opération Aralé-vision, partie 1 (アラレ目大作戦の巻Part1, Arare me daisakusen no maki Part 1) - Opération Aralé-vision, partie 2 (アラレ目大作戦の巻Part2, Arare me daisakusen no maki Part 2) - Kinoko la rebelle (きのこ《放浪編》の巻, Kinoko «hōrō-hen» no maki) - Le point faible du docteur (博士のウイークポイントの巻, Hakase no uīkupointo no maki) - Adieu Gatchan !! (さようならガッちゃん！！の巻, Sayōnara Ga-chan!! no maki) - Le nouveau camarade de l’île de Grandville (都会島からの転校生の巻, Tokai shima kara no tenkōsei no maki) - “Fainébot”, le robot que l’auteur rêve d’avoir aussi (作者もほしいオーチャくんの巻, Sakusha mo hoshī Ōcha-kun no maki) - Trouille-man (びびるマンの巻, Bibiruman no maki) - Pisuké tombe amoureux (はつこいぴいすけの巻, Hatsukoi Pīsuke no maki) - Les motards de l’aube (夜明けの暴走族の巻, Yoake no bōzōzoku no maki) - Le petit chat-peureux rouge (ネコずきんちゃんの巻, Neko zukin-chan no maki) |          |                 |                   |          |                   |                   |
| 5 | Dr Slump | 4 janvier 2007  | 978-4-08-874178-9 | Dr Slump | 21 juillet 2010   | 978-2-7234-7467-2 |
| Liste des chapitres : - Silent Night Dream (サイレント ナイト ドリームの巻, Sairento Naito Dorīmu no maki) - L’ambition du Dr. Mashirito !! Partie 1 (Dr.マシリトの野望!!の巻Part1, Dokutā Mashirito no yabō!! no maki Part 1) - L’ambition du Dr. Mashirito !! Partie 2 (Dr.マシリトの野望!!の巻Part2, Dokutā Mashirito no yabō!! no maki Part 2) - Le messager de l’enfer (地獄の使者の巻, Jigoku no messenjā no maki) - Suppaman 2 (スッパマン２の巻, Suppaman 2 no maki) - Youhou ! Time stop (わくわくタイム・ストップの巻, Wakuwaku taimu sutoppu no maki) - Le petit job de Devilou (チビルくんのアルバイトの巻, Chibiru-kun no arubaito no maki) - Les aventures de Super Senbei et ses amis sur l’île d’Hyper-Grandville, partie 1 (スーパーセンちゃんたちIN大都会島の巻Part1, Sūpāsen-chan-tachi in daitokai shima no maki Part 1) - Les aventures de Super Senbei et ses amis sur l’île d’Hyper-Grandville, partie 2 (スーパーセンちゃんたちIN大都会島の巻Part2, Sūpāsen-chan-tachi in daitokai shima no maki Part 2) - Le duel manqué de Kojirô, partie 1 (コジローちゃんは まっていたの巻Part1, Kojirō-chan ha matteita no maki Part 1) - Le duel manqué de Kojirô, partie 2 (コジローちゃんは まっていたの巻Part2, Kojirō-chan ha matteita no maki Part 2) - Une drôle de diablesse (はちゃめちゃでびるぎゃるの巻, Hacha mecha de birugyaru no maki) - La quête du papier toualette (ぼくのといれっとぺいぱーの巻, Boku no toiretto peipā no maki) - Mister Copy (コピーくんの巻, Kopī-kun no maki) - Vidange en 82 (バキュームIN'82の巻, Bakyūmu in 82 no maki) - Senbei fait areuh, areuh ! (ばぶばぶセンベエの巻, Babubabu Senbē no maki)                          |          |                 |                   |          |                   |                   |
| 6 | Dr Slump | 2 février 2007  | 978-4-08-874179-6 | Dr Slump | 22 septembre 2010 | 978-2-7234-7468-9 |
| Liste des chapitres : - Le plus gros bye’cha du monde ! partie 1 (地球最大のバイちゃ！の巻Part1, Chikyū saidai no bai-cha! no maki Part 1) - Le plus gros bye’cha du monde ! partie 2 (地球最大のバイちゃ！の巻Part2, Chikyū saidai no bai-cha! no maki Part 2) - État d’alerte au village Pingouin ! (ドドドでペンギン村の巻, Dododo de Pengin mura no maki) - Les hommes de Cro-hoyo (原人ホヨヨ組の巻, Genjin hoyoyo-gumi no maki) - Musical Cendrillon (MUSICALシンデレラの巻, MUSICAL Shinderera no maki) - Pic-pic Pouf-pouf (ぷすぷすはふはふの巻, Pusupusu Hafuhafu no maki) - Mammouth Midori, partie 1 (マンモスみどりちゃんの巻Part1, Manmosu Midori-chan no maki Part 1) - Mammouth Midori, partie 2 (マンモスみどりちゃんの巻Part2, Manmosu Midori-chan no maki Part 2) - Suis-je drôlement trop forte ?! (わたしって むちゃんこ つおい?の巻, Watashitte muchanko tsuoi? no maki) - Le clan de voleurs Hoyoyo, partie 1 (怪盗ほよよ団の巻Part１, Kaitō hoyoyo-dan no maki Part 1) - Le clan de voleurs Hoyoyo, partie 2 (怪盗ほよよ団の巻Part２, Kaitō hoyoyo-dan no maki Part 2) - Akiko, bonne à tout faire (おまかせアキコさんの巻, Omakase Akiko-san no maki) - Le Grand Prix Pingouin, partie 1 (ペンギン・グランプリの巻Part1, Pengin Guranpuri no maki Part 1) - Le Grand Prix Pingouin, partie 2 (ペンギン・グランプリの巻Part２, Pengin Guranpuri no maki Part 2) - Le Grand Prix Pingouin, partie 3 (ペンギン・グランプリの巻Part３, Pengin Guranpuri no maki Part 3) - Le Grand Prix Pingouin, partie 4 (ペンギン・グランプリの巻Part４, Pengin Guranpuri no maki Part 4) - Discover The Cambrousse ! (ディスカバー・いなか！の巻, Disukabā Inaka! no maki) |          |                 |                   |          |                   |                   |
| 7 | Dr Slump | 2 mars 2007     | 978-4-08-874180-2 | Dr Slump | 24 novembre 2010  | 978-2-7234-7469-6 |
| Liste des chapitres : - Super driver (すうぱーどらいばーの巻, Sūpādoraibā no maki) - La maison en miniature (みにちゅあ わが家の巻, Minichua wagaya no maki) - Pingouin village wars, partie 1 (ペンギン村ウオーズの巻Part１, Pengin mura uōzu no maki Part 1) - Pingouin village wars, partie 2 (ペンギン村ウオーズの巻Part２, Pengin mura uōzu no maki Part 2) - Pingouin village wars, partie 3 (ペンギン村ウオーズの巻Part３, Pengin mura uōzu no maki Part 3) - Aujourd’hui est un si beau jour (本日はまことにおよろこびDAYの巻, Honjitsu ha makoto ni oyorokobi day no maki) - Crazy honeymoon, partie 1 (クレイジー・ハネムーンの巻Part1, Kureijī hanemūn no maki Part 1) - Crazy honeymoon, partie 2 (クレイジー・ハネムーンの巻Part２, Kureijī hanemūn no maki Part 2) - Crazy honeymoon, partie 3 (クレイジー・ハネムーンの巻Part３, Kureijī hanemūn no maki Part 3) - Crazy honeymoon, partie 4 (クレイジー・ハネムーンの巻Part４, Kureijī hanemūn no maki Part 4) - Crazy honeymoon, partie 5 (クレイジー・ハネムーンの巻Part５, Kureijī hanemūn no maki Part 5) - Crazy honeymoon, partie 6 (クレイジー・ハネムーンの巻Part６, Kureijī hanemūn no maki Part 6) - Youpi ! La vie des jeunes mariés (わくわく新婚ライフの巻, Wakuwaku shinkon raifu no maki) - Fanfare sous un ciel nocturne (夜空の鼓笛隊の巻, Yozora no kotekitai no maki) - The combot (ザ･コンボットの巻, Za konbotto no maki) - Aralé tête-en-l’air (アラレちゃんのなくしたものの巻, Arare-chan no nakushitamono no maki) |          |                 |                   |          |                   |                   |
| 8 | Dr Slump | 4 avril 2007    | 978-4-08-874181-9 | Dr Slump | 26 janvier 2011   | 978-2-7234-7880-9 |
| Liste des chapitres : - C’est chouette d’être lycéen (うきうきハイ・スクール!!の巻, Ukiuki hai sukūru!! no maki) - Une grosse tête déboule !! (でっかいアタマがやってきた!!の巻, Dekkai atama ga yattekita!! no maki) - L’arrivée de la famille Tsun (摘さん一家がやってきたの巻, Tsun-san ikka ga yattekita no maki) - Famille Norimaki et famille Tsun (則巻さん一家と摘さん一家の巻, Norimaki-san ikka to Tsun-san ikka no maki) - Highschool champion, partie 1 (ハイスクール・チャンピヨンの巻Part1, Haisukūru chanpiyon no maki Part 1) - Highschool champion, partie 2 (ハイスクール・チャンピヨンの巻Part２, Haisukūru chanpiyon no maki Part 2) - Highschool champion, partie 3 (ハイスクール・チャンピヨンの巻Part３, Haisukūru chanpiyon no maki Part 3) - Highschool champion, partie 4 (ハイスクール・チャンピヨンの巻Part４, Haisukūru chanpiyon no maki Part 4) - Highschool champion, partie 5 (ハイスクール・チャンピヨンの巻Part５, Haisukūru chanpiyon no maki Part 5) - Highschool champion, partie 6 (ハイスクール・チャンピヨンの巻Part６, Haisukūru chanpiyon no maki Part 6) - Suppaman et le mystère du village Pingouin (スッパマンとペンギン村の怪の巻, Suppaman to Pengin mura no kai no maki) - Flying Niko-chan (フライング・ニコチャンの巻, Furaingu Niko-chan) - Sortie hantée en amoureux, partie 1 (オバケDEデートの巻Part１, Obake de dēto no maki Part 1) - Sortie hantée en amoureux, partie 2 (オバケDEデートの巻Part２, Obake de dēto no maki Part 2) - Les visualisateurs (レンズマンズの巻, Renzumanzu no maki) |          |                 |                   |          |                   |                   |
| 9 | Dr Slump | 2 mai 2007      | 978-4-08-874182-6 | Dr Slump | 16 mars 2011      | 978-2-7234-7881-6 |
| Liste des chapitres : - Une bande de légumes (ベジタブルおじさんの巻, Bejitaburu ojisan no maki) - Papy arrive de la montagne (じいちゃんが山からやってきたの巻, Jīchan ga yama kara yattekita no maki) - Papy rentre à la montagne (じいちゃんが山へかえっていったの巻, Jīchan ga yama he kaette itta no maki) - Les aventures d’Hixor, partie 1 (宇宙捕物帳の巻Part1, Uchū torimono-chō no maki Part 1) - Les aventures d’Hixor, partie 2 (宇宙捕物帳の巻Part2, Uchū torimono-chō no maki Part 2) - Les aventures d’Hixor, partie 3 (宇宙捕物帳の巻Part3, Uchū torimono-chō no maki Part 3) - Hello, madame la Lune ! (ハロー！お月さまの巻, Harō! Otsuki-sama no maki) - Les petites claquettes rouges (赤い鼻緒の巻, Akai hanao no maki) - Gatchan Gatchan (ガッちゃんガッちゃんの巻, Ga-chan Ga-chan no maki) - Crotch bling crotch blang (ボリバリボリバリの巻, Boribari boribari no maki) - Un cadeau de la Terre mère (大地からの贈り物の巻, Daichi kara no okurimono no maki) - Ô étoile filante, exauce mon vœu ! (ながれ星ねがい星の巻, Nagareboshi negai hoshi no maki) - Adieu, famille Tsun ! (さよなら摘さん一家の巻, Sayonara Tsun-san ikka no maki) - Planète Niko-chan, nous voilà ! (GO!GO!ニコチャン星の巻, Go! Go! Niko-chan hoshi no maki) - Les retrouvailles familiales de Niko-chan (ニコチャン一家再会の巻, Niko-chan ikka saikai no maki) |          |                 |                   |          |                   |                   |
| 10 | Dr Slump | 4 juin 2007     | 978-4-08-874183-3 | Dr Slump | 18 mai 2011       | 978-2-7234-7882-3 |
| Liste des chapitres : - Mon royaume pour un radis ! (恐るべき大根の秘密の巻, Osorubeki daikon no himitsu no maki) - L’impitoyable duel des salutations ! (必殺あいさつ合戦！の巻, Hissatsu aisatsu gassen! no maki) - Des voleurs à la plage (本が大好き泥棒さんの巻, Hon ga daisuki dorobōsan no maki) - Bienvenue au village, messires les yakuzas ! (ヤクザ屋さんいらっしゃい！の巻, Yakuzaya-san irasshai! no maki) - Le casque métamorphique (変身コンコンヘルメットの巻, Henshin konkonherumetto no maki) - N’cha ! Petit pinphoque (んちゃ！ペンザラシくんの巻, Ncha! Penzarashi-kun no maki) - Youpi ! Petit pinphoque (やた！ペンザラシくんの巻, Yata! Penzarashi-kun no maki) - Un Noël qui va faire mal ! (いたいでーXマス！の巻, Itaide Kurisumasu! no maki) - L’apparition d’un rival redoutable ! (最強ライバル出現!!の巻, Saikyō raibaru shutsugen! ! no maki) - Depuis le jour où je t’ai vue… (ひと目あったその日から･･･の巻, Hitome atta sono hi kara... no maki) - La justice ou l’amour ? Cruel dilemme ! (正義と愛の板ばさみ･･･の巻, Seigi to ai no itabasami... no maki) - Le repos du guerrier (戦士の休息の巻, Senshi no kyūsoku no maki) - L’apparition du Caramel Man no 5 ! (C.M.5号登場！の巻, Kyarameruman.5-gō tōjō! no maki) - Le songe romantique de Caramel Man no 4, épisode 1 – La télépathie sentimentale (C.M.4号の愛の夢シリーズ(1) - 愛のテレパシーの巻, Kyarameruman.4-gō no ai no yume shirīzu (1) - Ai no terepashī no maki) - Le triomphe de l’amour (走れ愛！の巻, Hashire ai! no maki) |          |                 |                   |          |                   |                   |

### Volumes 11 à 15
| no | Japonais | Japonais         | Japonais          | Français | Français          | Français          |
| no | Titre    | Date de sortie   | ISBN              | Titre    | Date de sortie    | ISBN              |
| --- | -------- | ---------------- | ----------------- | -------- | ----------------- | ----------------- |
| 11 | Dr Slump | 4 juillet 2007   | 978-4-08-874184-0 | Dr Slump | 20 juillet 2011   | 978-2-7234-7883-0 |
| Liste des chapitres : - Le songe romantique d’Obotchaman, épisode 2 – Amour, déploie tes ailes ! (O.M.愛の夢シリーズ(2) - 急げ愛！の巻, Obotchaman ai no yume shirīzu (2) - Isoge ai! no maki) - Le songe romantique d’Obotchaman, épisode 3 – Palpitations nocturnes (O.M.愛の夢シリーズ(3) - ドキドキトゥナイトの巻, Obotchaman ai no yume shirīzu (3) - Dokidoki tounaito no maki) - Le songe romantique d’Obotchaman, épisode 4 – Mon examen d'entrée (O.M.愛の夢シリーズ(4) - 入学テストでございます！の巻, Obotchaman ai no yume shirīzu (4) - Nyūgaku tesuto de gozaimasu! no maki) - Mademoiselle Aralé en serait-elle un ?? (アラレさんも･･････なの??の巻, Arare-san mo......na no? ? no maki) - Je serai le gouverneur général de la Terre ! (地球総支配者への道の巻, Chikyūsō shihaisha e no michi no maki) - Et voici Caramel Man no 7 ! (C.M.7号登場！の巻, Kyarameruman.7-gō tōjō! no maki) - L’invincible Caramel Man no 7 (無敵C.M.7号の巻, Muteki Kyarameruman.7-gō no maki) - Le rêve de gloire de Mashirito !! (マシリト野望達成??の巻, Mashirito yabō tassei?? no maki) - Enfer ! Il y a deux Gadzilla ! (悪夢！ガジラがふたり･･･の巻, Akumu! Gajira ga futari...no maki) - La supra fusion ! (合体しちった！の巻, Gattaishichitta! no maki) - Trois jours avant & trois jours après (３日前＆３日後の巻, Mi-ka mae & mi-ka go no maki) - Prout-prout ! Le pet céleste ! (プププ！空をゆく!!の巻, Pupupu! Sora wo yuku!! no maki) - Les valeureux Gatchan (ガッちゃんえらいっ!!!の巻, Ga-chan erai!!!no maki) - Suppaman au palais des dragons (すっぱまん太郎の巻, Suppaman tarō no maki) - Shoppaman, un drôle de frérot ! (弟しょっぱまん参上！の巻, Otōto Shoppaman sanjō! no maki) |          |                  |                   |          |                   |                   |
| 12 | Dr Slump | 3 août 2007      | 978-4-08-874185-7 | Dr Slump | 21 septembre 2011 | 978-2-7234-7884-7 |
| Liste des chapitres : - Arrêtez-moi (逮捕してちょ！の巻, Taihoshitecho! no maki) - Une diète d’enfer (猛烈シェイプアップ！の巻, Mōretsu sheipuappu! no maki) - Quand est-ce qu’il braille ?! (おぎゃーはまだか？の巻, Ogyā ha mada ka? no maki) - Spécial livre d’images, la maison de monsieur Caca (<お絵本スペシャル>うんちくんのマイホームの巻, "Oehon supesharu" Unchi-kun no maihōmu no maki) - La naissance du petit Turbo ! (ターボくんお誕生の巻, Tābo-kun otanjō no maki) - Bébé téléphone maison (E.Tはだれ？の巻, E.T ha dare? no maki]) - Qui a des pouvoirs psy ? (超能力者はだれ？の巻, Chōnōryokusha ha dare? no maki) - Mon père est un extraterrestre ! (おとうさんは宇宙人！の巻, Otōsan ha uchūbito! no maki) - Un cache-cache infernal (恐怖のオニゴッコの巻, Kyōfu no onigokko no maki) - Le petit Turbo met les gaz (直進！ターボくんの巻, Chokushin! Tābo-kun no maki) - Pincez-moi, je rêve ! (これは夢です!!の巻, Kore ha yume desu!! no maki) - La sortie au grand restaurant (あこがれのレストラン!!の巻, Akogare no resutoran no maki) - Pardon de vous déranger en pleine nuit… (真夜中にごめんくださいの巻, Mayonaka ni gomenkudasai no maki) - Une journée de base-ball au lycée, partie 1 (大高校野球大会＜その1＞の巻, Dai kōkō yakyū taikai "sono ichi" no maki) - Une journée de base-ball au lycée, partie 2 (大高校野球大会＜その２＞の巻, Dai kōkō yakyū taikai "sono ni" no maki) |          |                  |                   |          |                   |                   |
| 13 | Dr Slump | 4 septembre 2007 | 978-4-08-874186-4 | Dr Slump | 30 novembre 2011  | 978-2-72-348266-0 |
| Liste des chapitres : - Une journée de base-ball au lycée, partie 3 (大高校野球大会＜その３＞の巻, Dai kōkō yakyū taikai "sono san" no maki) - Une journée de base-ball au lycée, partie 4 (大高校野球大会＜その４＞の巻, Dai kōkō yakyū taikai "sono yon" no maki) - Épisode spécial : l’auteur répond à vos questions (？おこたえしましょスペシャル？, ? Okotae shimasho supesharu?) - Le Sexy Café (ときめきティールームの巻, Tokimeki tīrūmu) - Le divorce ! (離婚します！の巻, Rikonshimasu! no maki) - N’cha ! Le grand roi des enfers (んちゃ！閻魔大王の巻, Ncha! Enma daiō no maki) - L’abominable homme-mouche, partie 1 (恐怖のハエ人間＜その1＞の巻, Kyōfu no hae ningen "sono ichi" no maki) - L’abominable homme-mouche, partie 2 (恐怖のハエ人間＜その２＞の巻, Kyōfu no hae ningen "sono ni" no maki) - L’abominable homme-mouche, partie 3 (恐怖のハエ人間＜その３＞の巻, Kyōfu no hae ningen "sono san" no maki) - La preuve d’amour du futur ! (愛は未来で確かめて･･･の巻, Ai ha mirai de tashikamete... no maki) - N’cha ! Le village Pingouin dans dix ans (んちゃ！10年後のペンギン村の巻, Ncha! 10-nengo no Pengin mura no maki) - Le cadeau de Mashirito (マシリトからの贈り物の巻, Mashirito kara no okurimono no maki) - Qui sera l’être le plus fort du monde ?! partie 1 (世界一つおいのだーれだ大会!!＜その1＞の巻, Sekai hitotsu oi no dāre da taikai!! "sono ichi" no maki) - Qui sera l’être le plus fort du monde ?! partie 2 (世界一つおいのだーれだ大会!!＜その２＞の巻, Sekai hitotsu oi no dāre da taikai!! "sono ni" no maki) - Qui sera l’être le plus fort du monde ?! partie 3 (世界一つおいのだーれだ大会!!＜その３＞の巻, Sekai hitotsu oi no dāre da taikai!! "sono san" no maki) - Qui sera l’être le plus fort du monde ?! partie 4 (世界一つおいのだーれだ大会!!＜その４＞の巻, Sekai hitotsu oi no dāre da taikai!! "sono yon" no maki) |          |                  |                   |          |                   |                   |
| 14 | Dr Slump | 4 octobre 2007   | 978-4-08-874187-1 | Dr Slump | 22 février 2012   | 978-2-72-348674-3 |
| Liste des chapitres : - La vraie nature de Gatchan - Représailles divines ! - Le rire des anges - Le moineau de monsieur Tigret - Donne moi tout ! - Bang ! Bang ! La rumba de la vengeance - T.S.W alias Time Stop Watch - Tu ralentis trop - Un drôle d'ovni - Le feu de l'amour brûle toujours, partie 1 - Le feu de l'amour brûle toujours, partie 2 - Le feu de l'amour brûle toujours, partie 3 - Le feu de l'amour brûle toujours, partie 4 - Le feu de l'amour brûle toujours, partie 5 - Le feu de l'amour brûle toujours, partie 6 |          |                  |                   |          |                   |                   |
| 15 | Dr Slump | 2 novembre 2007  | 978-4-08-874188-8 | Dr Slump | 18 avril 2012     | 978-2-72-348675-0 |

## Anime

### Sériés télévisées
Le studio Tōei animation en a fait deux adaptation en anime sous le nom de Dr Slump. La première série comprend 243 épisodes réalisés entre 1981 et 1986. Une seconde série de 74 épisodes fut réalisée entre 1997 et 1999.
- Dr Slump (Minoru Okazaki, 1981-1986)
- Dr Slump (Shigeyasu Yamauchi, 1997-1999)

### Films
Parallèlement à la série animée, plusieurs moyens et longs métrages sortent sur grand écran lors des Toei Anime Fair (sauf le 2ème et le dernier) :
1. Dr. Slump : Hello! Wonder Island (Minoru Okazaki, juillet 1981)
2. Dr. Slump : Space adventures (Akinori Nagaoka, juillet 1982)
3. Dr. Slump : Hoyoyo! The Great Around-the-World Race (Minoru Okazaki, mars 1983)
4. Dr. Slump : Hoyoyo! The Secret Treasure of Nanaba Castle (Hiroki Shibata, décembre 1984)
5. Dr. Slump : Hoyoyo! Mecapolis, Dream Capital (Toyoo Ashida, Kazuhisha Takenouchi, juillet 1985).
6. Dr. Slump : Ncha! Clear Skys, Later Clearing (Yukio Kaizawa, mars 1993)
7. Dr. Slump : Ncha! With Love from Penguin Village (Mitsuo Hasimoto, juillet 1993)
8. Dr. Slump : Noyoyo! Accompanies by the Shark She Saved (Mitsuo Hasimoto, mars 1994)
9. Dr. Slump : Ncha!! Excited Heart of Summer Vacation (Mitsuo Hasimoto, juillet 1994)
10. Dr. Slump : Arale's Surprise Burn (Shigeyasu Yamauchi, 1999)
11. Dr. Slump : Dr. Mashirito and Abale-chan (Tatsuya Nagamine, 2007)

## Produits dérivés

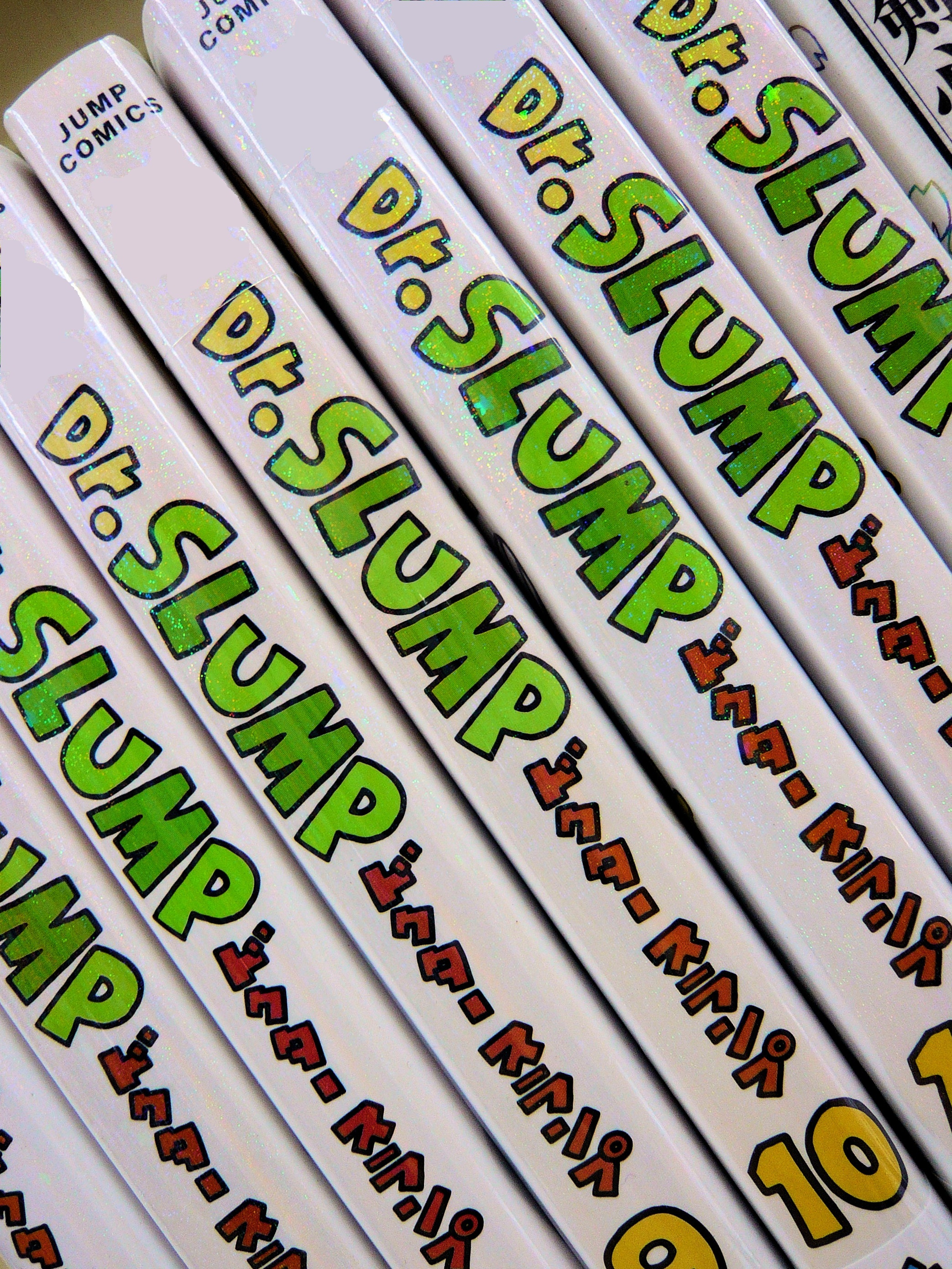
Dos des éditions japonaises du manga

### Publications
La suite en couleurs
En 1994, Takao Koyama écrit une suite du manga d'Akira Toriyama. Cette nouvelle série intitulée Le Retour de Docteur Slump est illustrée par Katsuyoshi Nakatsuru. Ces deux auteurs font partie du Bird Studio de Toriyama. Il ne s'agit pas ici d'un manga en noir et blanc mais d'un manga couleur. Ces nouvelles histoires sont publiées dans le magazine V-Jump puis en quatre volumes de 1994 à 1996. Dans cette série, Son Goku, le héros de Dragon Ball, fait une apparition.

### Jeux vidéo
À la suite du succès de la nouvelle série animée de Dr Slump, sort, en 1999 au Japon, une adaptation en jeu vidéo. C'est un jeu de plate-forme aventure sur PlayStation et développé par Bandai. C'est un jeu du genre « Tail Concerto » ou « Capcom's Megaman Legends » dans une ambiance de gag scatologique cher à Aralé, l'héroïne du jeu. On y retrouve tous les personnages récurrents de la série, les lieux et les situations loufoques. Le design des personnages est le même que dans la nouvelle série, des looks plus modernes.
Aralé, a même fait une brève apparition dans l'animé Dragon Ball où elle fit la connaissance de Son Goku qui s'est retrouvé dans son village après s'être fait attaquer par un général de l'armée du Red Ribon, elle est également présente dans le jeu Dragon Ball Z: Budokai Tenkaichi 3 avec Gatchan en tant que personnage jouable. L'arène du village Pingouin existe aussi dans le jeu.
On peut également retrouver Aralé avec Gatchan en tant que personnage jouable dans le jeu J-Stars Victory Vs même dans les produits dérivés de ce jeu avec certains personnages de la série.